# Dichopetala brevihastata
Dichopetala brevihastata är en insektsart som beskrevs av Morse 1902. Dichopetala brevihastata ingår i släktet Dichopetala och familjen vårtbitare. Inga underarter finns listade i Catalogue of Life.